# Vinteroffer
Vinteroffer är en diktsamling av Erik Lindegren, utgiven 1954 av Albert Bonniers Förlag.
Boken, vars titel anspelar på Igor Stravinskijs Våroffer, är en vidareutveckling av de teman som Lindegren på olika sätt behandlat i sina tidigare diktsamlingar. Efter att ha skildrat en kaotisk tidsanda i mannen utan väg och ett mer romantiskt uttryck i Sviter är det här fråga om en mer distanserad och reflekterande diktning med ett återkommande tema om konsten som offer och en strävan efter poesins absoluta uttryck där verklighetskänslan upphör.
Detta kommer inte minst till uttryck i den inledande dikten Ikaros där det i Lindegrens version inte är den mytiska karaktären utan verkligheten själv som störtar medan Ikaros stiger allt högre, till en ny födelse bortom det verkliga: "Verklighet störtad / utan Verklighet född!".
Med Vinteroffer hade Lindegren drivit sin diktning så långt det var möjligt. Många av dikterna andas resignation, ensamhet och avsked och den blev logiskt nog också hans sista diktsamling. Den sista dikten Augusti avslutas med raderna "Varför blåsa på livets ljus / med allt detta tal / om liv eller död...?". Under resten av sitt liv publicerade han bara enstaka dikter.